# Karl Chmielewski
Karl Chmielewski, född 16 juli 1903 i Frankfurt am Main, Provinsen Hessen-Nassau, död 1 december 1991 i Bernau am Chiemsee, Bayern, var en tysk SS-Hauptsturmführer och lägerkommendant. I Gusen blev han ökänd för sin extrema brutalitet och fick öknamnet ”Gusens djävul” (tyska ”Teufel von Gusen”).

## Biografi
Chmielewski utbildade sig till trä- och elfenbenssnidare och avlade år 1924 gesällprov. Han verkade i München, men tvingades avsluta sitt arbete i samband med den ekonomiska depressionen. År 1932 blev han, efter en längre tids arbetslöshet, medlem av Schutzstaffel (SS), och året därpå inträdde han i Nationalsocialistiska tyska arbetarepartiet (NSDAP). I början av 1933 fick Chmielewski anställning som hjälppolis och ordonnans mellan polismyndigheten och SS-Hauptamt i München. Senare samma år ingick han i Reichsführer-SS stab och befordrades till SS-Unterscharführer. År 1935 förflyttades han till kommendantens stab i koncentrationslägret Columbia-Haus i Tempelhof. Från 1936 till 1939 var Chmielewski Verwaltungsführer (förvaltningschef) i Sachsenhausen. År 1938 befordrades han till SS-Untersturmführer, den lägsta officersgraden i SS.

### Gusen
Chmielewski fick 1940 i uppgift att övervaka uppförandet av lägret Gusen, vilket ingick i komplexet Mauthausen, beläget omkring 20 kilometer öster om Linz. Från 1940 till 1942 var han Schutzhaftlagerführer i Gusen, där internerna, bland annat polska intellektuella, tvingades att arbeta sig till döds. Chmielewskis styre präglades av utstuderad sadism och brutalitet. Han skall bland annat ha funnit nöje i att döda interner genom att överskölja dem med kokande vatten. På grund av lägrets undermåliga sanitära förhållanden insjuknade Chmielewski i neurit och tyfus och var konvalescent i ett halvår. 

### Herzogenbusch
I september 1942 fick Chmielewski i uppdrag att uppföra koncentrationslägret Herzogenbusch i närheten av Vught i Nederländerna. Detta läger byggdes efter att Hanns Albin Rauter, Högre SS- och polischef i Nederländerna, inför Himmler hade klagat på den enorma ökningen av interner. I januari 1943 utsågs Chmielewski till lägret förste kommendant. I oktober 1943 greps Chmielewski för förskingring och dömdes av en SS-domstol till 15 års straffarbete. Därutöver uteslöts han ur SS och NSDAP. Han internerades först i Sachsenhausen och därefter i Dachau. 

### Efter andra världskriget
Vid andra världskrigets slut gick han under jorden. Under falskt namn kom han senare att arbeta med kaninavel och ägghandel. År 1953 dömde en tysk domstol honom – utan att känna till hans riktiga identitet – till ett års fängelse för mened, bigami och bedrägeri.
De västtyska myndigheterna avslöjade med tiden Chmielewski identitet och i april 1961 dömdes han av Landgericht Ansbach till livstids fängelse för mord på 282 interner i Gusen. I mars 1979 släpptes han av hälsoskäl från fängelset i Straubing.